# إنديان رفر شورز
إنديان رفر شورز (بالإنجليزية: Indian River Shores)‏ هي مدينة أمريكية تقع في ولاية فلوريدا. تبلغ مساحة هذه المدينة 18.5 (كم²)،ويبلغ عدد سكانها 3448 نسمة حسب إحصاء سنة 2010 م 3448.تشير إحصاءات سنة 2000م بأن الكثافة السكانية في هذه المدينة تقدر بـ(186.4) نسمة/كم2 